# 倉本さおり
倉本さおり (くらもと・さおり、1979年生まれ) は日本の書評家。

## 経歴
東京都文京区出身。お茶の水女子大学附属高等学校、上智大学卒業、同大学院修了。

## 書評歴
毎日新聞文芸時評「私のおすすめ」、小説トリッパー「クロスレビュー」、文藝「はばたけ！ くらもと偏愛編集室」、週刊新潮「ベストセラー街道をゆく！」の連載を担当。ほか『文學界』新人小説月評（2018）、『週刊読書人』文芸時評（2015）も担当。

## 著作

### 編著
- アジア文学の誘い　(春陽堂書店)

### 共著
- 世界の8大文学賞: 受賞作から読み解く現代文学の今　(立東舎)

## 出演

### ラジオ
- 書評系叩き売りラジオ Banana　(TBSラジオ)